# Vincentia bingervillensis
Vincentia bingervillensis är en skalbaggsart som beskrevs av Pierre Lepesme och Stefan von Breuning 1956. Vincentia bingervillensis ingår i släktet Vincentia och familjen långhorningar. Inga underarter finns listade i Catalogue of Life.